# Länsväg 245

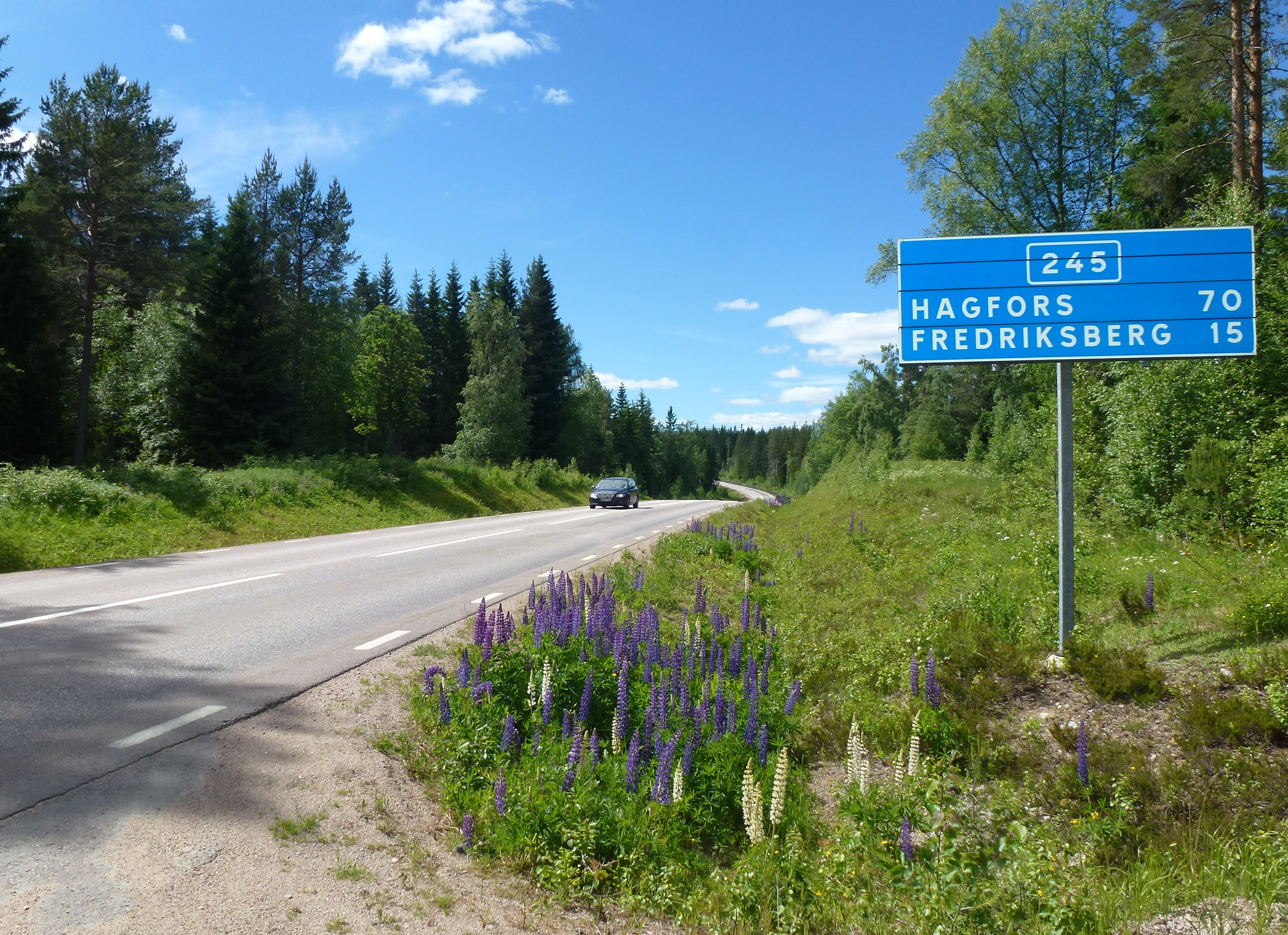
Länsväg 245 i höjd med Ulriksberg.

Länsväg 245 är en primär länsväg i Värmlands och Dalarnas län. Den går sträckan Hagfors - Tyfors– Fredriksberg – Sunnansjö – Ludvika.
Före 1985 gick vägen öster om Sunnansjö via Grangärde och Rämshyttan för att mynna på dåvarande riksväg 60 mellan Ludvika och Borlänge. Idag följer den riksväg 66 till Ludvika, medan sträckningen mellan Grangärde och riksväg 50 vid Rämshyttan är degraderad till länsväg W 644. 
Delen Östervik-Gumhöjden invigdes 1988, vilket gjorde att förbindelserna till Hagfors österifrån förbättrades dramatiskt. Tidigare fick trafiken gå långa omvägar, alternativt använda sig av skogsbilvägar. Före 1988 var Tyfors västra ändpunkten för väg 245. Dock skyltades mot Filipstad från Grangärde och västerut.

## Anslutande vägar
| Väg         | Ort           |
| ----------- | ------------- |
| Länsväg 246 | Gumhöjden     |
| Riksväg 26  | Rämmen/Tyfors |
| Riksväg 66  | Sunnansjö     |
| Riksväg 50  | Ludvika       |